# Richard Trevithick
Richard Trevithick (Illogan (Cornwall), 13 april 1771 – Dartford, 22 april 1833) was een Brits uitvinder en ontwerper van de vroege-hogedrukketel, de Cornish-ketel en de Puffing Devil-locomotief.

## Levensloop
Trevithick werd geboren als zoon van een mijnbouwingenieur. Tijdens zijn jeugd zag hij hoe stoommachines water pompten uit de diepe tin- en kopermijnen, die veel voorkwamen in Cornwall. Als volwassene zette hij zich in om stoommachines te verbeteren. Trevithick maakte de machines lichter en kleiner en hij bouwde sterkere ketels die met een hogere stoomdruk konden werken en daardoor meer vermogen leverden.
Op 7 november 1797 trouwde hij met Jane Harvey uit Hayle. Zij was de dochter van John Harvey de eigenaar van Harvey & Co, een belangrijke fabrikant van stoommachines in Cornwall.
In 1800 heeft Trevithick een tuinmuur omvergereden bij een van zijn proeven, hiermee was hij de eerste die schade aan een automobiel heeft aangericht.
In 1816 verhuisde Trevithick naar Peru om daar als mijnbouwingenieur te werken en locomotieven te bouwen. Aanvankelijk had hij succes maar in 1826 brak in Peru een burgeroorlog uit en in 1827 keerde hij terug naar Engeland, op 7 november kwam hij platzak in Falmouth aan.
In 1833 overleed hij op 62-jarige leeftijd in Dartford. Ondanks zijn talent en uitvindingen stierf hij in armoede en zijn prestaties hebben lange tijd geen erkenning gekregen.

## Werk

### Puffing Devil
In 1801 zette hij zo'n compacte stoommachine op wielen. Deze stoomwagen, bekend geworden als "Puffing Devil", was een van de eerste voertuigen die met mechanische kracht reizigers kon vervoeren (hij werd voorafgegaan door de stoomwagen van Nicolas-Joseph Cugnot).
Trevithick gebruikte zijn stoomwagen voor korte ritjes met vrienden door de straten van Camborne in Cornwall. Maar de stoomketel kon slechts korte tijd voldoende op druk blijven waardoor de wagen weinig bruikbaar was.

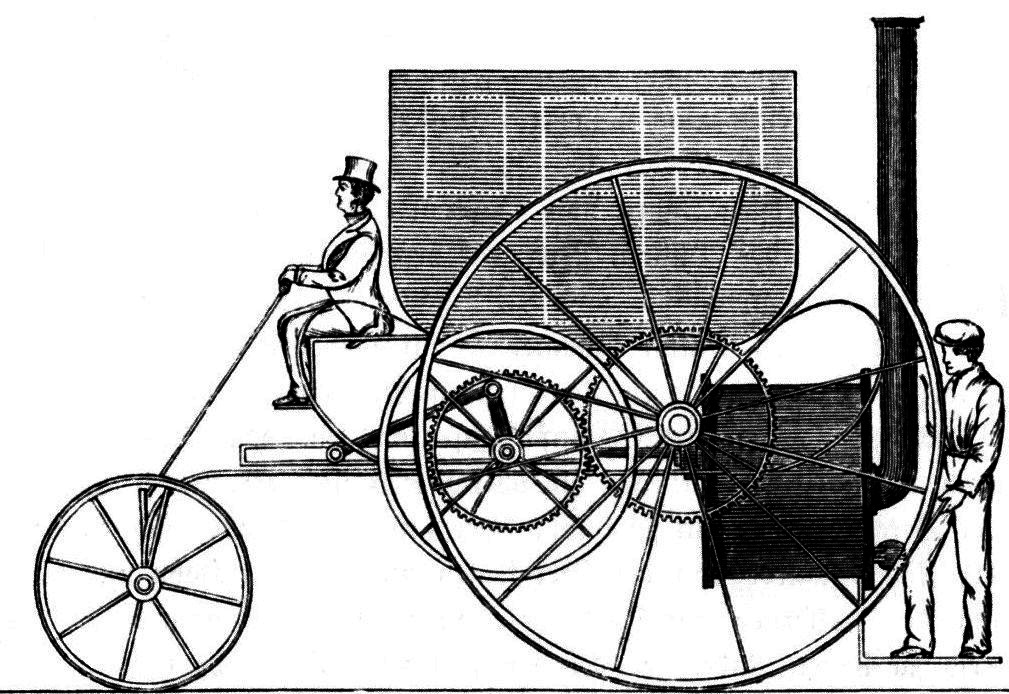
London Steam Carriage

### London Steam Carriage
In 1803 bouwde hij nog een stoomwagen, de "London Steam Carriage". Dit was in essentie een postkoets die met een stoommachine was uitgerust. Trevithick trok er veel belangstelling mee maar zijn voertuig werd geen succes; het bleek goedkoper een wagen gewoon door een paard te laten trekken.

### Stoomlocomotief
In 1804 bouwde Trevithick 's werelds eerste functionerende stoomlocomotief. Deze locomotief, die geen naam kreeg, werd gebruikt in de Pen-y-Darren ijzermijn bij Merthyr Tydfil in Wales. Daar beschikte men over rails waar met paardenkracht wagens over werden vervoerd.
De stoomlocomotief kon tien wagens trekken met een snelheid van ongeveer 8 km/h. De eerste rit vond plaats op 21 februari 1804. Maar de locomotief was eigenlijk te zwaar voor de gietijzeren rails, die dan ook regelmatig braken.
Trevithick had al eerder, in Coalbrookdale in Engeland, een experimentele locomotief gebouwd maar daar is verder weinig over bekend.

### Andere projecten
Trevithick heeft ook stoomboten, baggerschepen en dorsmachines gebouwd. Hij was zijn tijd ver vooruit. Het lukte hem aandacht te krijgen met publiciteitsstunts zoals de stoomlocomotief Catch me who can die op een cirkelvormige baan in Londen reed. Maar hij had grote moeite om investeerders te vinden die zijn projecten wilden betalen. Zijn machines vormden de basis voor de stoommachine van George Stephenson.
In 1832 maakte hij een ontwerp voor een toren van 1000 voet (304,80 meter) hoog. Hij wilde deze toren in de vorm van een kolom bouwen in Groot-Brittannië als eerbetoon aan de Reform Act uit 1832 die de Britse kieswetgeving hervormde. In de toren voorzag hij een door stoomkracht aangestuurde lift. Trevithick wilde het volk laten intekenen om zijn project te financieren. Maar door zijn dood in april 1833 bleef ook dit project onafgewerkt.